# 千田藍生
千田 藍生（せんだ あおい、2008年12月22日 - ）は、日本のアイドル、子役、モデル、タレント。関西ジュニア内男性アイドルグループ・Boys beのメンバー。
大阪府出身。松竹芸能→SMILE-UP.（旧ジャニーズ事務所）→STARTO ENTERTAINMENT所属。

## 来歴
キッズモデルとして活動し、「ベストキッズオーディション2016」ではグランプリを受賞。その後、子供服『サーカス』2017の秋冬モデルや『AcanB』2018オケージョンstyleカタログモデルなどを務める。
その後ジャニーズ事務所のオーディションを受け、2019年12月22日に入所。3週間後の2020年1月13日には京セラドーム大阪で開催された関西ジャニーズJr.のコンサートに参加する。
2020年11月21日に結成が発表された関西ジャニーズJr.内ユニット・Boys beのメンバーに選ばれる。